# Национальный музей Ирландии
Национальный музей Ирландии (ирл. Ard-Mhúsaem na hÉireann) — расположен в центре Дублина, Ирландия. Здание музея находится на Килдэр-стрит рядом со зданием парламента Ирландии.
Среди коллекции национального музея — золотые доисторические драгоценности; кельтские наряды; многочисленные ранние христианские украшения и реликвии; экземпляры искусства ковки по металлу, включая Тару Брошку, Адра Челис, и Майолу Белл Шрайн (все датированы VIII веком), также как Лисморе Крозиер и Крос Конг (оба XII век).

## История
Национальный музей Ирландии возник в результате объединения частей коллекций ряда Дублинских культурных учреждений 18-го и 19-го веков, включая Королевское Дублинское общество (RDS) и Королевскую ирландскую Академию (RIA). Самые ранние части коллекций — это в основном геологические и минералогические образцы, которые RDS собирало с целью улучшения знаний и использования таких ресурсов в Ирландии.
Одна из самых ранних итераций музея RDS находилась в доме на Хокинс-Стрит, где был выставлен кабинет Лескина вместе с коллекцией слепков и бюстов. Эта выставка была открыта для публики с полудня до трех часов дня, в понедельник, среду и пятницу. Помимо экспозиций здесь были лекционный зал, лаборатория и библиотека. Отсюда музей переехал в Ленстер-хаус в 1815 году, когда RDS приобрела его у 3-го герцога Лейнстера. Здесь по-прежнему выставлялся кабинет Лескина, а также недавно приобретенные коллекции профессора минералогии и геологииens from the island of Ireland.

## Клоникаванский человек
Здесь же выставляется, так называемый, Клоникаванский человек. Это хорошо сохранившееся тело человека железного века, найденное в Клоникэвене, графство Мит, Ирландия, в марте 2003 года. По оценке его рост составлял 1 м 57 см, при этом сохранились только его торс и верхняя часть брюшной полости. Наиболее примечательной находкой была прическа Клоникэвенского человека — ирокез, приподнятый при помощи геля для волос. Гель был изготовлен из растительного масла и сосновой смолы, привезенной из юго-западной Франции или Испании. Это подтверждает наличие торговли между Ирландией и южной Европой в IV—III веках до нашей эры, до того, как влияние Рима распространилось на Галисийских кельтов и Иберию.

## Клад из Бройтера
В 1896 году в Бройтере был найден Клад из Бройтера. Клад хранится в экспозиции Национального музея Ирландии. Клад состоит из семи предметов. Наиболее ценные: золотая лодка длиной 18 см, золотая шейная гривна и золотая чаша. Объекты, возможно, были похоронены как подношение кельтскому богу моря, предположительно в первом веке до нашей эры, Железный век. В экспозиции музея клад назван «лучшим примером ирландской обработки золота Латенской культуры, непревзойдённым в Европе».